# Vue du canal de Cannaregio
Vue du canal de Cannaregio est une peinture à l'huile sur toile réalisée vers 1770 par le peintre védutiste italien Francesco Guardi. Mesurant 48,9 × 77,5 cm, la toile est conservée dans la Reading Room de la Frick Collection à New York, à côté de la Régate à Venise du même artiste. Les deux tableaux ont été offerts au musée par Helen Clay Frick, la fille de Henry Clay Frick, fondateur de la Frick Collection. 

## Description
Dans cette veduta, Guardi représente une section de la rive nord du canal de Cannaregio, l'un des plus grands canaux de Venise, situé dans le sestiere (quartier) de Cannaregio.
Le palais Surian Bellotto est le bâtiment principal occupant le centre du tableau, tenant son nom de deux familles qui l'avaient possédé : la famille Surian, puis la famille Bellotto. Le Ponte dei Tre Archi relie les deux rives.
Un second bâtiment est l'église Santa Maria delle Penitenti, reconnaissable à sa fenêtre circulaire sous le toit et à sa situation à l'arrière du Ponte dei Tre Archi. Cette église a été conçue par Giorgio Massari en 1725 et la façade n'a jamais été achevée. Guardi veille à ce qu'elle soit reconnaissable malgré son apparence modeste.